# Statens fastighetsverk
Statens fastighetsverk, forkortet SFV, er en svensk statslig forvaltningsmyndighed oprettet 1993, der sorterer under Socialdepartementet, og som er ansvarlige for forvaltningen af en vis del af statens faste ejendom. 

## Virksomhed
SFV forvalter mere end 2.300 ejendomme, bebyggede med cirka 3.000 bygninger, deriblandt et stort antal slotte, museer, teatre, historiske befæstningsværker, kongsgårde, kroneholme, regeringsbygninger, ambassader og parker for den svenske stats regning. Store jordbesiddelser, såvel skov som landbrugsjord, forvaltas af verket. Landporteføljen udgør i alt 6,5 millioner hektar, hvilket er en syvendedel af Sveriges areal. En stor del af denna jord udgøres af fjeldnær skov, en skovtype som anses for at være særligt beskyttelsesværdigt.
Nogle kendte svenskeres tidligere hjem indgår i SFVs portefølje, for eksempel Linnés Hammarby, ligesom et antal ruiner og monumenter af kulturhistorisk betydning. To verdensarv forvaltes næsten udelukkende af SFV; disse er Flådehavnen Karlskrona og Drottningholm Slot. Yderligere seks verdensarv i Sverige er delvis forvaltet af Statens fastighetsverk.
SFV udgiver tidsskriftet Kulturvärden, der indeholder artikler om bygninger og miljøer som udgør det fælles svenske kulturarv og som forvaltes af verket. Tidsskriftet beretter om bygningshistorie, renoveringer og ny arkitektur såvel som historiske og samtidige personer bag kendte kulturbygninger.